# Col de la Schlucht
Col de la Schlucht – przełęcz we Francji, w Wogezach. Leży na wysokości 1139 m n.p.m. Wielokrotnie znajdowała się na trasie wyścigu kolarskiego Tour de France (w 1931, 1957, 1961, 1969, 1970, 1973, 1992 i 2005).

## Galeria

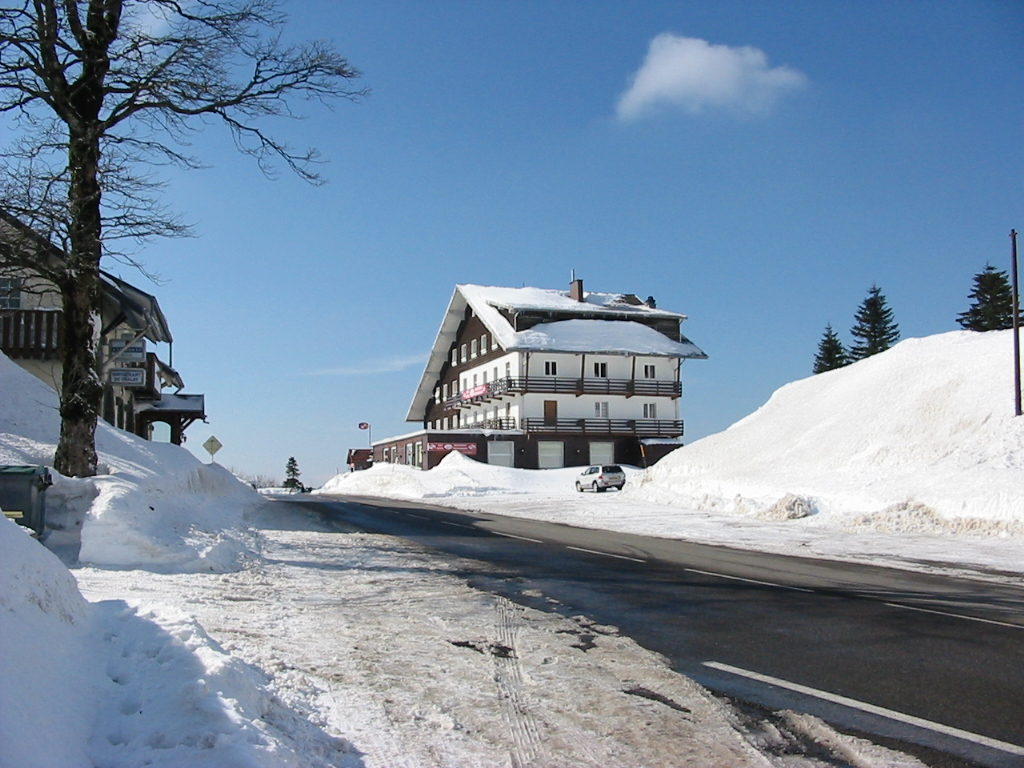
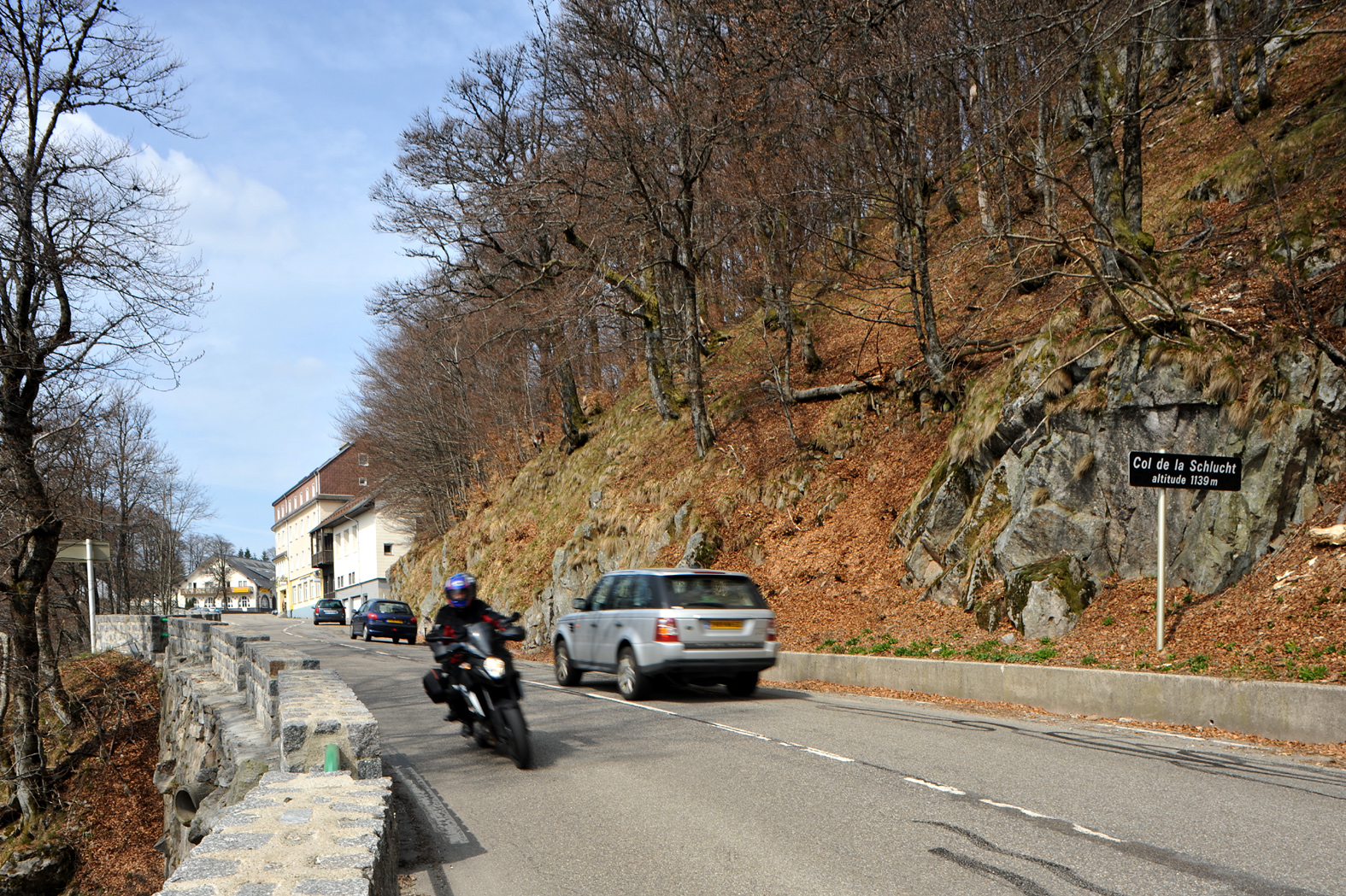